# Municipio de Ellis (Arkansas)
El municipio de Ellis (en inglés: Ellis Township) es un municipio ubicado en el condado de Cross en el estado estadounidense de Arkansas. En el año 2010 tenía una población de 495 habitantes y una densidad poblacional de 5,49 personas por km².

## Geografía
El municipio de Ellis se encuentra ubicado en las coordenadas 35°12′1″N 90°55′35″O / 35.20028, -90.92639. Según la Oficina del Censo de los Estados Unidos, el municipio tiene una superficie total de 90.1 km², de la cual 89,69 km² corresponden a tierra firme y (0,46 %) 0,41 km² es agua.

## Demografía
Según el censo de 2010, había 495 personas residiendo en el municipio de Ellis. La densidad de población era de 5,49 hab./km². De los 495 habitantes, el municipio de Ellis estaba compuesto por el 98,18 % blancos, el 1,21 % eran afroamericanos, el 0,4 % eran amerindios y el 0,2 % eran de una mezcla de razas. Del total de la población el 0,61 % eran hispanos o latinos de cualquier raza.